# Stade Bou Kornine
Das Stade Bou Kornine (arabisch ملعب بوقرنين, DMG Malʿab Bū Qarnīn) ist ein Fußballstadion in der tunesischen Stadt Hammam-Lif, südlich der Hauptstadt Tunis. Es dient als Heimspielstätte des Fußballvereins Club Sportif de Hammam-Lif, der seit seiner Gründung im Jahr 1944 in diesem Stadion spielt. Die Anlage bietet Platz für 15.000 Zuschauer und ist nach dem nahegelegenen Berg Bou Kornine benannt, einem charakteristischen Wahrzeichen der Region.

## Lage
Die Spielstätte liegt in einem Wohngebiet der Stadt Hammam-Lif, etwa 200 Meter Luftlinie von der Mittelmeerküste entfernt. Zum Fuß des namensgebenden Djebel Boukornine sind es ca. anderthalb Kilometer.

## Veranstaltungen
Neben den Heimspielen des CS Hammam-Lif wird das Stadion auch für kulturelle Veranstaltungen genutzt. In unregelmäßigen Abständen finden auf dem Stadiongelände Konzerte, Aufführungen und öffentliche Veranstaltungen statt.
Ein bedeutendes Beispiel ist das jährlich stattfindende Festival international de Boukornine, das als eines der traditionsreichsten Kulturfestivals der Region gilt. Es bietet ein vielseitiges Programm aus Musik, Theater, Tanz und Literatur und richtet sich an ein breites Publikum.
Die 43. Ausgabe des Festivals fand im Jahr 2025 vom 24. Juli bis zum 21. August statt. Auftretende Künstler waren unter anderem der tunesische Musiker Zied Gharsa sowie verschiedene nationale und internationale Ensembles. Das Festival wird von den lokalen Kulturbehörden organisiert und zieht regelmäßig Besucher aus Hammam-Lif, dem Gouvernement Ben Arous und der gesamten Hauptstadtregion Tunis an.